# Ricardo Flores Magón
Cipriano Ricardo Flores Magón (San Antonio Eloxochitlán, 16 de setembro de 1874 — Fort Leavenworth, 21 de novembro de 1922) foi um dos mais notáveis anarquistas nascidos no México. Possuiu vasto conhecimento acerca das reflexões propostas pelos grandes teóricos do século XIX, entre os quais Mikhail Bakunin, Pierre-Joseph Proudhon, Max Stirner e Elisée Reclus, bem como da obra de Karl Marx e Henrik Ibsen, inspirando-se, sobretudo, nas ideias de Piotr Kropotkin na construção de sua própria concepção de luta revolucionária. Dialogou com Charles Malato, Errico Malatesta, Anselmo Lorenzo, Emma Goldman e Fernando Tarrida del Mármol, dos quais era contemporâneo. Junto com seus irmãos, Jesús e Enrique Flores Magón, foi fundador e redator do periódico libertário Regeneración, bem como do movimento revolucionário conhecido como Partido Liberal Mexicano. Suas ideias tiveram profundo impacto no contexto em que viveu sendo também profundamente influenciadas por ele. Sempre atribuiu grande valor ao senso de comunidade e de autonomia existente entre os povos indígenas, sempre militando em seu favor. Suas reflexões e atos contra a tirania latifundiária defendida ferrenhamente pela ditadura de Porfirio Díaz levaram à emergência da Revolução Mexicana.

## Biografia

### Primeiros anos
Ricardo Flores Magón nasceu em uma família humilde em San Antonio Eloxochitlán, no estado mexicano de Oaxaca em 16 de Setembro de 1874. Era o segundo dos três filhos de Margarita Magón, de origem mestiça. Seu pai Teodoro Flores era indígena do povo Nahua e um oficial do exército que havia combatido em diferentes guerras entre estas, contra a invasão estadunidense, no exército liberal de Benito Juárez na Guerra da Reforma e contra o império de Maximiliano. Seu irmão mais velho, Jesús, que nascera dois anos antes de Ricardo, em 1871, romperia com ele na idade adulta; já Enrique, seu irmão mais novo, nascido em 1877, lhe acompanharia durante quase toda sua vida. Ricardo e seus irmãos viveriam seus primeiros anos no estado de Oaxaca, convivendo intensamente com os indígenas habitantes da Serra Mazateca, tendo contato com sua cultura, suas formas de vida comunalistas e igualitárias. As vivências de sua infância povoariam indelevelmente suas referências e sua memória.[carece de fontes?]
Aos oito anos de idade emigrou com sua família para a Cidade do México onde estudou na Escola Nacional Preparatória, à época uma instituição de orientação comteana, para posteriormente ingressar na universidade para o curso de direito sem no entanto concluí-lo. Em 1893 participou de revoltas estudantis contra a terceira reeleição, à base de todo tipo de fraudes, para a presidência do México do general Porfirio Díaz. Nesse mesmo ano começa a trabalhar como tipógrafo e redator de textos para o jornal La Oposisión Democrata. Foi junto a este meio que Ricardo se familiarizou com o ofício de periodista, que mais tarde seria empregado em favor de seus ideais libertários.[carece de fontes?]

### Fundação do Regenaración

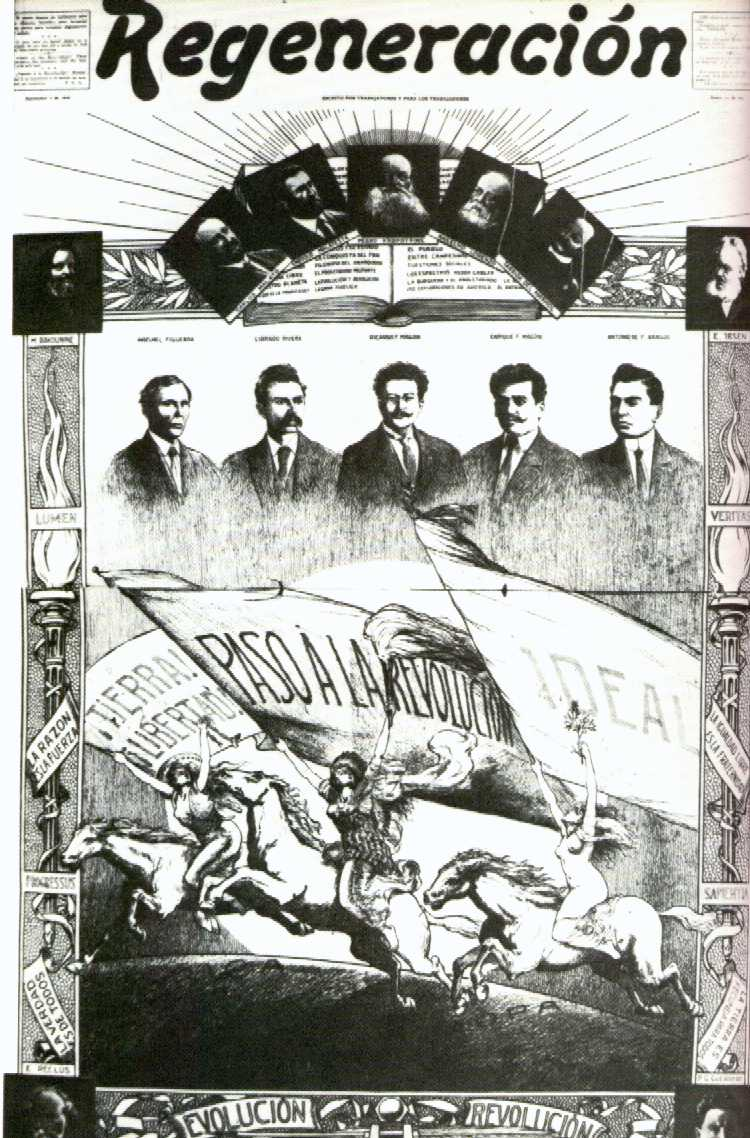
Capa do periódico Regeneración de 1910.

Em 7 de Agosto de 1900, junto com seus dois irmãos  Enrique e Jesús Flores Magón, fundou o jornal Regeneración, "um órgão independente de combate" através do qual criticavam a corrupção do regime ditatorial de Porfirio Díaz, que à força exterminava seus opositores políticos e se reelegera através de eleições fraudulentas por diversas vezes.
Durante o Primeiro Congresso dos Círculos Liberais, ocorrido na cidade de San Luis Potosí, Ricardo, que participava junto com seus irmãos, fez críticas duras porém bem fundamentadas contra a administração de Diaz que definiu pela pistolagem, corrupção e violência, como "um bando de bandidos". Como consequência de suas críticas tanto no congresso como através do jornal Regeneración ele e seus irmãos passaram a ser perseguidos pela ditadura sendo presos algum tempo depois.
Em 22 de Maio de 1901 Ricardo e Jesús foram enviados para a prisão de Belén, na Cidade do México. Paralelo a isso o periódico Regeneración foi fechado pela primeira vez, tendo todas suas peças de tipografia confiscadas pelos policiais. Com Ricardo e Jesús na cadeia, a ditadura de Diaz passou a se utilizar de forçosa morosidade para mantê-los por um longo período presos. Seus julgamentos só aconteceriam em 30 de Abril de 1902, após os quais seriam absolvidos.

### Participação no jornalEl hijo de El Ahuizote

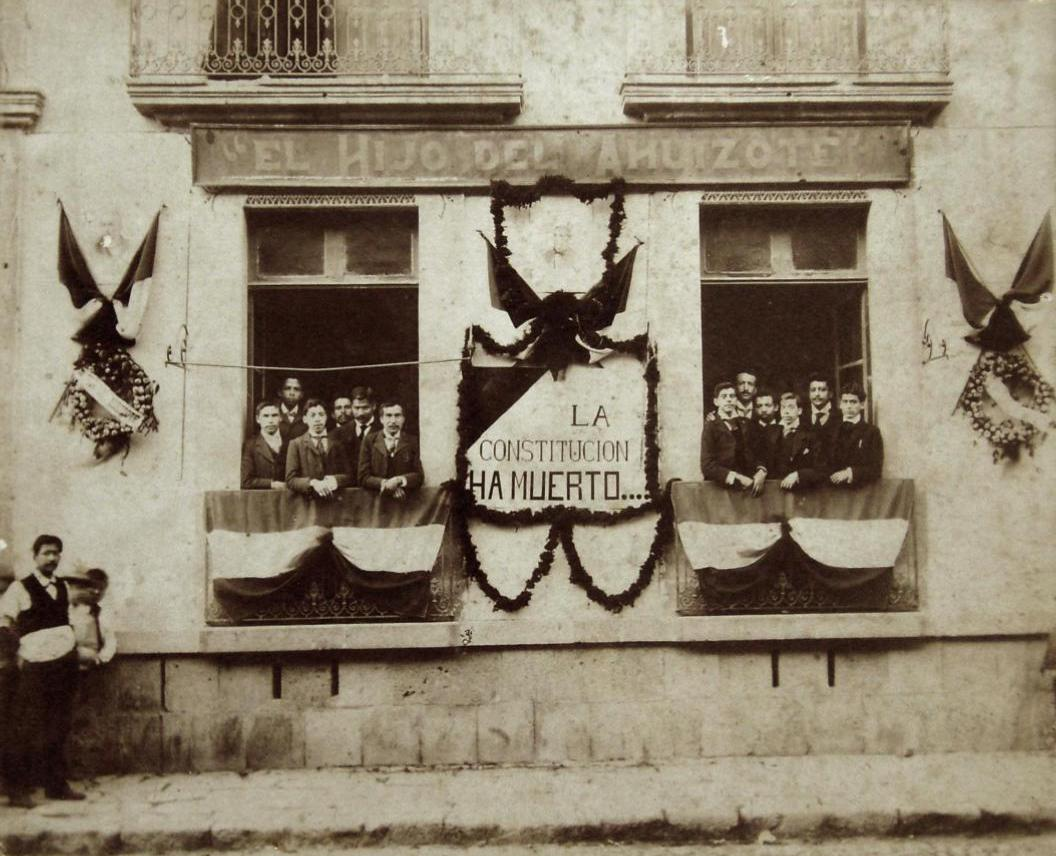
Protesto nos escritórios do periódico antiporfirista El hijo de El Ahuizote em 1903.

Após sair da prisão, ainda em 1902 Ricardo assumiu a direção do jornal satírico antiporfirista El hijo de El Ahuizote (em português O filho da Calúnia), através do qual realizou pesadas críticas à ditadura de Diaz. Em 5 de Fevereiro de 1903 foi colocada na fachada do prédio de escritórios do periódico uma grande faixa semelhante às presentes em funerais e enterros mexicanos como um sinal de luto, com os dizeres "A Constituição está morta", em referência à Constituição de 1857 que havia sido promulgada naquele mesmo dia.[carece de fontes?]
Como consequência do ato, Ricardo foi novamente preso por mais um ano em que sua prisão seria acompanhada intensamente por seus colaboradores e leitores que realizaram campanhas para seu julgamento e liberdade. Ao ser solto tanto ele quanto seu irmão Enrique como outros colaboradores receberam ultimatos do governo afirmando que qualquer publicação que veiculasse ideias dos irmãos Flores Magón no México seria punida severamente.[carece de fontes?]
Sentindo-se ameaçados pelo governo e prevendo como grande a possibilidade de um assassinato, no início de 1904, Ricardo, Enrique e um grupo de colaboradores decidiram se exilar nos Estados Unidos, considerado à época "a terra da liberdade". O exílio, no entanto, longe de trazer tranquilidade, levou-os a novos perigos. Assassinos contratados por Diaz iriam atrás dos Flores Magón e outros libertários mexicanos que também sofreriam novas prisões em terras estadunidenses.

### Exílio nos Estados Unidos

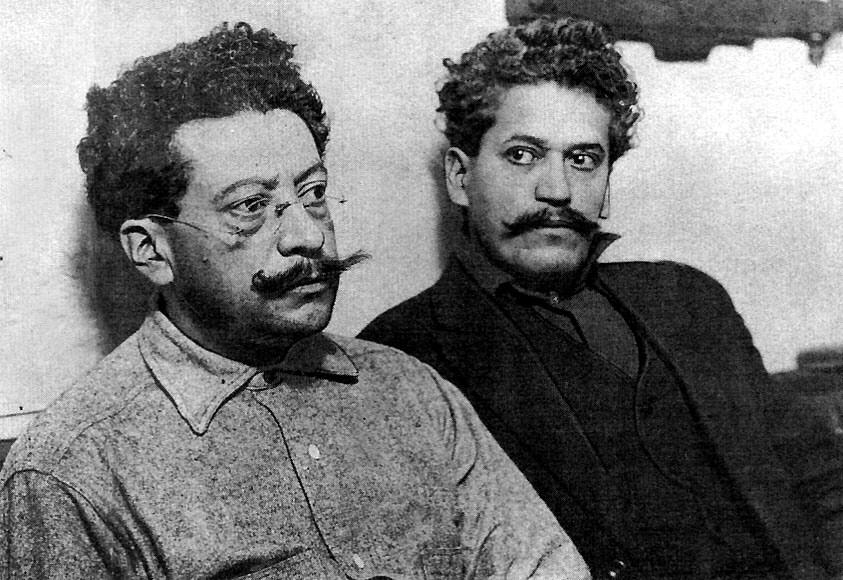
Ricardo e Enrique Flores Magón na cadeia do condado de Los Angeles, 1917.

Exilado nos Estados Unidos, viveu junto com seu irmão Enrique em San Antonio, Texas. Naquela cidade voltou a publicar o periódico Regeneración em Novembro de 1904. No mês seguinte sofreu outra tentativa de assassinato, levada a cabo por um enviado de Diaz que, dentro de sua própria casa, tentou esfaqueá-lo pelas costas, sendo impedido por Enrique. Outra tentativa de homicídio aconteceria alguns dias depois, ocasião em que Ricardo recorreria à polícia estadunidense, que deixaria o assassino escapar e ainda indiciaria sua vítima. Os irmãos Flores Magón se mudariam ainda por diversas vezes tendo em seu encalço assassinos enviados pelo ditador mexicano.[carece de fontes?]
Em 1905 em St. Louis, Missouri ambos participam da criação da Junta Organizadora do Partido Liberal Mexicano. Apesar do nome, o "partido" era na verdade uma organização libertária que não concorria para eleições. Seus postulados assim como seus objetivos eram embasados em ideais que à época eram considerados revolucionários. Tinham como meta a abolição da reeleição, a abolição da pena de morte para todos os presos, políticos e comuns, o ensino básico obrigatório até os 14 anos, a criação de um salário mínimo, a expropriação e coletivização dos latifúndios e terras não cultivadas, bem como a regulamentação e a redução da jornada de trabalho anual.
Em 1 de Julho de 1906 retornou secretamente a fronteira norte do México, onde presidiu a fundação do Partido Liberal Mexicano, juntamente com Juan Sarabia, Antonio I. Villarreal, Librado Rivera , Manuel Sarabia, Rosalío Bustamante e Enrique Flores Magón. Sendo descoberto por agentes do governo estadunidense em El Paso, Texas, passa a ser perseguido pelos dois estados nacionais, Estados Unidos e México.

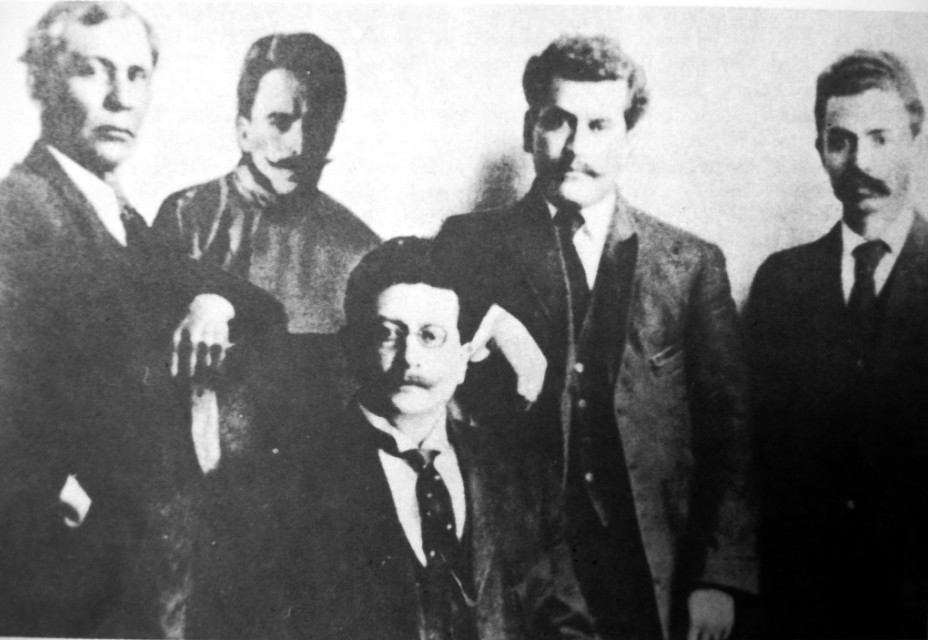
Junta Organizadora do PLM em 1910. Anselmo L. Figueroa, Práxedis G. Guerrero, Ricardo Flores Magón, Enrique Flores Magón e Librado Rivera.

 À época o governo mexicano ofereceu uma recompensa de 25 mil dólares por sua morte ou captura, espalhando milhares de cartazes de procurado por repartições públicas com sua foto. Apesar da perseguição atroz, Ricardo consegue escapar do México.
"Sobre os vicejamentos da tirania, sobre a intriga do clero, sobre a absorção do capital e do militarismo, surge o edifício grandioso da fraternidade, da democracia e do engrandecimento da nação."— Reforma, Unión y Libertad. Fevereiro de 1907. Manifesto liberal
Em 23 de Agosto de 1907 é preso em Los Angeles, Califórnia, juntamente com Librado Rivera e Antonio I. Villarreal, sem qualquer acusação ou mandado policial. No início 1908 é entrevistado na prisão pelo jornalista John Kenneth Turner, que, diante de seus relatos, se dispõe a viajar ao México com a intenção de ver a situação social descrita por Ricardo. Ao chegar no México Turner se encontra com Lázaro Gutiérrez de Lara, veterano da greve de Cananea que o leva para uma viagem na qual o jornalista conhece as muitas formas de exploração, violência e escravidão a que são submetidos os indígenas e camponeses mexicanos. Mais tarde John Turner apresentaria um relato pormenorizado de sua viagem no livro "México Bárbaro" que alcançaria ampla circulação.

### As conseqüências das eleições de 1910

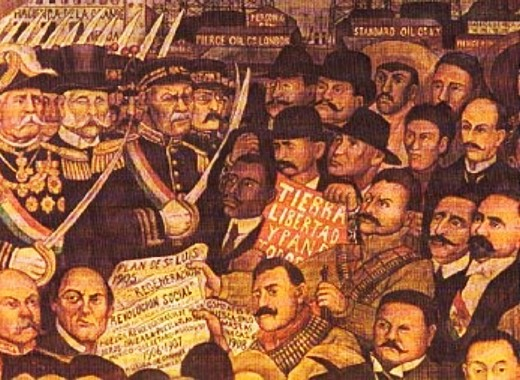
Revolucionários mexicanos fazem frente à ditadura de Porfírio Diaz no quadro de Idelfonso Carrara de 1930.

Alguns setores progressistas da burguesia e da classe média, na defesa de seus próprios interesses, também manifestavam seu descontentamento com a ditadura de Diaz. Encabeçados pelo abastado latifundiário Francisco I. Madero, estes setores fundaram o Partido Nacional Anti-reeleicionista, que teria Madero como seu candidato nas eleições de 1910.[carece de fontes?]
A princípio, os governistas encararam a aparente oposição com tolerância e humor diante de sua falta de força, considerando agradável a ideia de "manifestações democráticas" de grupos que na prática se mostravam incapazes de uma contraposição real. Com divisões internas consideradas mais sérias, o governo Díaz permitiu aos anti-reeleicionistas algum espaço de manifestação.
Com a dissidência os maderistas ganharam força, tornando-se uma ameaça digna de repressão governamental. Ainda assim a repressão que sofreram foi considerada moderada se comparada àquela endereçada aos partidários de Flores Magón e aos simpatizantes do PLM. As reuniões do Partido madeirista foram declaradas ilegais e pouco antes das eleições Madero e seus seguidores mais próximos foram encarcerados.[carece de fontes?]
Como esperado, com seus opositores na cadeia e no exílio, Porfirio Díaz mais uma vez foi vencedor nas "eleições democráticas" de 1910. Madero por sua vez fugiu para os Estados Unidos e lá reagrupou parte do seu movimento em torno do qual lançou o Plano de San Luís Potosí para pegar em armas contra a ditadura de Díaz que ocupava o cargo de presidente quase ininterruptamente desde 1877. Em suas articulações políticas Madero convidara Ricardo Flores Magón para participar de seu Plano. Magón no entanto recusou o convite criticando a causa encabeçada por Madero como uma revolta burguesa insuficiente na qual não estavam contempladas propostas sociais para a melhoria de vida do grosso da população mexicana. Na perspectiva de Magón um levante de fato deveria ser levado em conjunto com uma revolução econômica, sendo necessária a abolição do Estado e da propriedade privada. O levante maderista é considerado por muitos historiadores o marco inicial da Revolução Mexicana.[carece de fontes?]

### A Revolução Mexicana

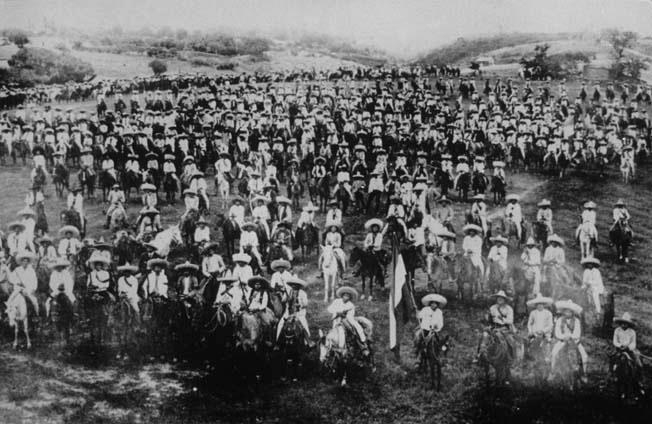
Tropas zapatistas que combateram na região sul a ditadura de Porfirio Díaz, e posteriormente o governo de Madero, sob a liderança de Emiliano Zapata.

Nos anos seguintes, Ricardo e seu irmão Enrique mantiveram contato com os revolucionários Francisco Villa e Emiliano Zapata, sem se aliarem formalmente aos combatentes. Ainda assim o periódico Regeneración seguiu em sua propaganda contra a ditadura com palavras de apoio aos revolucionários.
"Por que temer à guerra? Se se tens que morrer oprimido pela tirania capitalista e governamental em tempo de paz, por que não é melhor morrer combatendo aquilo que nos oprime? É menos espantoso que se derrame sangue na conquista da liberdade e do bem estar, que prosseguir derramando-o sob o atual sistema político e social em proveito dos nossos exploradores e tiranos."— Regeneración, 17 de dezembro de 1910
Embora as atividades do PLM fossem secretas e apesar da posterior destruição de seus arquivos, tanto internos quanto policiais, testemunhos posteriores alegariam de que houve uma série de correspondências entre Flores Magón e Zapata, havendo inclusive um convite por parte de Zapata para que o grupo do PLM se deslocasse para um local onde poderia ser produzido e editado novas impressões do jornal Regeneración a serem distribuídos por todo o México. No entanto esta mudança jamais chegou a se concretizar. Ainda assim o programa do Partido Liberal Mexicano e seus anseios foram retomados pelos homens e mulheres que em 1910 ao lado de Zapata se ergueram contra a longa ditadura de Porfirio Díaz.
Não tanto Villa, mas em grande medida Emiliano Zapata seria profundamente influenciado pelo pensamento de Ricardo Flores Magón. Inicialmente como aliado de Madero (que provavelmente via nele apenas um peão) no início da Revolução, foi através do professor local Otilio Montano que Zapata teve contato com as obras de Flores Magón e suas traduções dos escritos de Kropotkin. No decorrer da revolução, em 1911, os zapatistas romperiam com Madero e adotariam o mesmo lema presente na bandeira do PLM "Tierra y Libertad". Em novembro deste mesmo ano, Zapata profundamente envolvido com as causas de indígenas e camponeses elaborou o Plano de Ayala voltando-se contra Maderos a quem acusava de traição à causa dos camponeses e dos indígenas, chamando os povos a pegar em armas contra os latifundiários.

### Rebelião da Baixa Califórnia

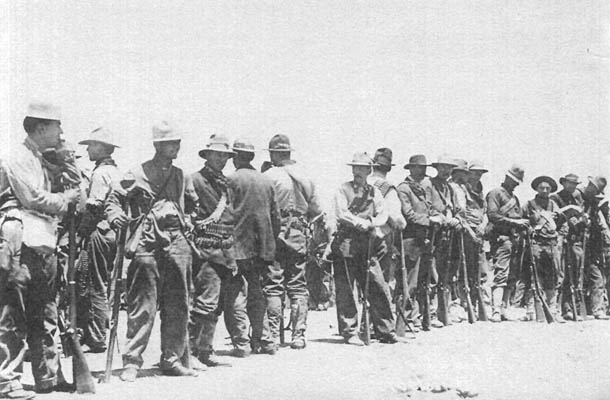
Grupo de rebeldes magonistas no pueblo de Tijuana.

O ativismo de Flores Magón incendiou também a imaginação dos anarquistas dos Estados Unidos, principalmente entre os militantes sindicais da IWW. Em Janeiro de 1911 é organizada a partir de Los Angeles, a Rebelião da Baixa Califórnia, mais uma dentre outras insurreições que desde 1906. Impulsionada ao longo da fronteira com os Estados Unidos a rebelião tinha como objetivo estabelecer um território libertário autônomo na península capaz de servir de  base de operações para estender a revolução social ao resto da república mexicana.
A conquista do pão de Piotr Kropotkin, que Magón considerava ser uma espécie de "bíblia anarquista", serviria de base teórica para as efémeras comunas revolucionárias da Baixa Califórnia durante a revolta magonista de 1911. Após vários confrontos armados o exército do PLM - composto por rebeldes magonistas e anarquistas de diversas nacionalidades, muitos deles estadunidenses - libertou as povoações de Mexicali e Tijuana do julgo do governo mexicano. A época os irmãos Flores Magón seriam considerados traidores da pátria por alguns escritores nacionalistas mexicanos.[carece de fontes?]
No entanto, os êxitos dos magonistas através de suas atividades armadas durariam pouco mais de um mês, ao fim do qual em 22 de junho de 1911, foram derrotados pelas forças federais que voltaram a legislar os dois pueblos. Assim terminava o sonho de estabelecer o primeiro território libertário das Américas.

### Ruptura entre libertários magonistas e liberais maderistas

Bandeira Terra e Liberdade do Partido Liberal Mexicano. Posteriormente em 1910 o lema seria adotado também por Zapata e suas tropas.

Ao contrário da maior parte dos países, no México, como nos Estados Unidos a história do liberalismo se confunde com a trajetória do anarquismo. No caso mexicano ele o primeiro é quase uma derivação do segundo, uma vez que o termo "liberal" é antes adotado pelos anarquistas que pelos capitalistas defensores do "livre mercado".
Ainda durante a Rebelião da Baixa Califórnia os magonistas sofreriam um grande revés interno, que tomaria a forma de uma cisão entre o grupo exilado do qual faziam parte os irmãos Ricardo e Enrique Flores Magón, com um outro que havia permanecido no México e naquele momento se declarava "liberal moderado". Deste segundo que se aproximara do maderismo faziam parte Juan Sarabia, Antonio Villarreal e também Jesús Flores Magón. O ápice da ruptura se deu em 5 de Agosto de 1911 com a publicação de um outro periódico Regeneración (cujo lema era "Independência, lealdade e firmeza"), pelos moderados que naquele momento buscavam ofuscar o impresso no exílio, se afastando assim dos ideais anarquistas em nome das chamadas liberdades de mercados.

Botton promocional do Partido Liberal Mexicano de 1911.

Diante dos protestos irmãos Flores Magón no exílio que denunciavam a intenção do grupo de moderados de capitalização sobre a luta libertária do Partido Liberal Mexicano, a qual classificam de oportunismo político, o grupo do Regeneración moderado buscava deslegitimar a publicação do Regeneración libertário publicado na cidade de Los Angeles, Califórnia, que durante mais de uma década circulou pelo México proibido pela ditadura de Díaz através de meios clandestinos.
Dando a Rebelião da Baixa Califórnia como encerrada enquanto guerrilheiros do Partido Liberal Mexicano ainda se encontravam em pé de luta deflagrando a bandeira vermelha de Tierra y Libertad, os moderados agora apoiavam Madero que havia unido forças com os federais porfiristas e juntos executavam diariamente um bom número de soldados magonistas com o pretexto de que se tratavam de meros bandidos. Também o governo estadunidense passara a colaborar com Francisco I. Madero e Díaz na guerra contra os rebeldes magonistas permitindo transito por seu território para as tropas mexicanas em rota para a baixa Califórnia.
Ricardo seguiria denunciando a traição dos "moderados" e a guerra de extermínio orquestrada por Madero contra os combatentes magonistas. Em uma clara alusão ao jornal recém fundado pelos ex-membros da Junta do Partido Liberal, entre eles seu irmão Jesús, em 19 de Agosto de 1911 Ricardo publicaria no Regeneración um artigo intitulado Degenaración. No artigo em tom de manifesto Ricardo denunciava os acordos obscuros existentes entre os políticos, moderados e estadunidense para por fim a revolução, bem como a falta de coragem dos editores "regeneración burguesa" que agora voltavam as costas para a causa dos famintos, ao mesmo tempo em que reafirmava seu compromisso com os ideais anarquistas.

### Última prisão

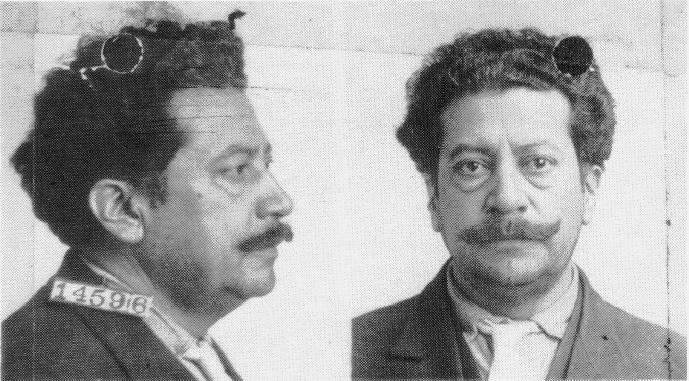
Fotografias tiradas de Ricardo Flores Magón na prisão em 1920.

Flores Magón viveu nos Estados Unidos desde 1904, passando a metade do tempo na prisão. Em 1918, juntamente com Librado Rivera, publicou um manifesto dirigido aos anarquistas do mundo, manifesto este que motivaria a detenção e posterior condenação de ambos a 20 anos de prisão, acusados de sabotar o esforço de guerra estadunidense ao "fomentar o ideal democrático" no momento em que os Estados Unidos participavam na Primeira Guerra Mundial.[carece de fontes?]
Na prisão escreve uma série de cartas para inúmeros intelectuais e artistas nas quais busca contribuir para debates como anarquismo e militância, arte e política. Muitas destas cartas jamais chegariam aos seus destinatários. Algumas no entanto, ganhariam notoriedade por serem exemplos do pensamento de Ricardo Flores Magón. Entre estas merece destaque a carta escrita para a artista plástica estadunidense Elena White a respeito da defesa da "arte pela arte".[carece de fontes?]

"Isto de "arte por si mesma" é um absurdo e seus defensores sempre provocaram meus nervos. Sinto pela arte tão reverente admiração e amor que lastimo vê-la prostituída por pessoas que não tendo o poder de fazer sentir outras o que elas próprias sentem, nem fazê-las pensar o que elas pensam, ocultam sua impotência sob o mote da 'arte por si mesma"[carece de fontes?]

### Morte na prisão de Leavenworth

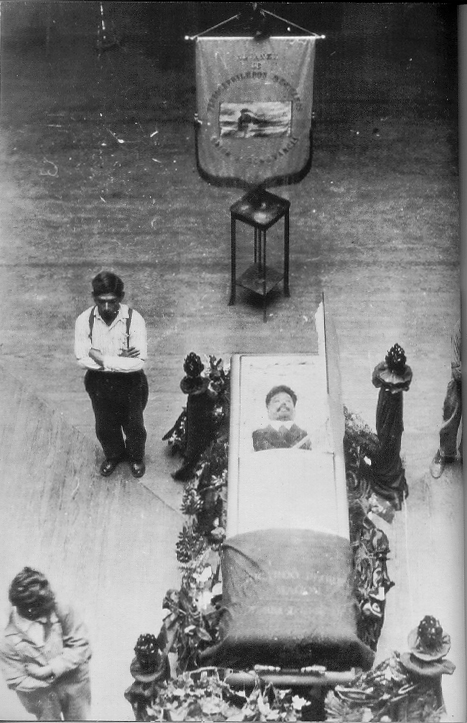
Funeral de Ricardo Flores Magón em 1922.

Encarcerado na ilha McNeil, no estado de Washington, Ricardo já muito doente e quase cego foi transferido para a prisão de Leavenworth, no estado do Kansas. Pouco antes de morrer escreveria uma carta para o também anarquista Nicolás T. Bernal onde falou sobre sua situação."…estou condenado à cegueira e à morte na prisão, mas prefiro isto a voltar as costas aos trabalhadores e ter as portas da prisão ao preço de minha vergonha".
"Quando em Leavenworth, preso e quase cego, nessa ação que o isolou completamente, ele se evade da realidade e se refugia em um ideal, em uma idéia imune às limitações da realidade e imagina mundos perfeitos que ele evoca apocalipticamente, mundos 'que vê', 'que sente', 'que vive'".— Blankel, 1985 p. 42
Em 21 de novembro de 1922 aos 48 anos, Ricardo Flores Magón morreu na prisão de Leavenworth. Sobre as circunstâncias de seu óbito existem três versões distintas. A primeira versão que foi oficialmente divulgada aponta como causa da morte uma parada cardíaca que somada à doença teria levado Ricardo ao óbito. A segunda versão apresentada por seu companheiro de cadeia Librado Rivera afirma que Ricardo Magón fora de fato enforcado em uma execução sumária. A terceira decorrente dos ferimentos que seu corpo apresentava no funeral indica que Ricardo tenha sido espancado pelos guardas da prisão até a morte.[carece de fontes?]
Após a morte, o corpo de Ricardo Flores Magón foi transferido dos Estados Unidos para a cidade do México onde foi velado no Sindicato dos Trabalhadores Ferroviários. Atualmente seus restos mortais encontram-se depositados na Rotunda de los Personajes Ilustres na Cidade do México.[carece de fontes?]

## Legado

### Obra jornalística

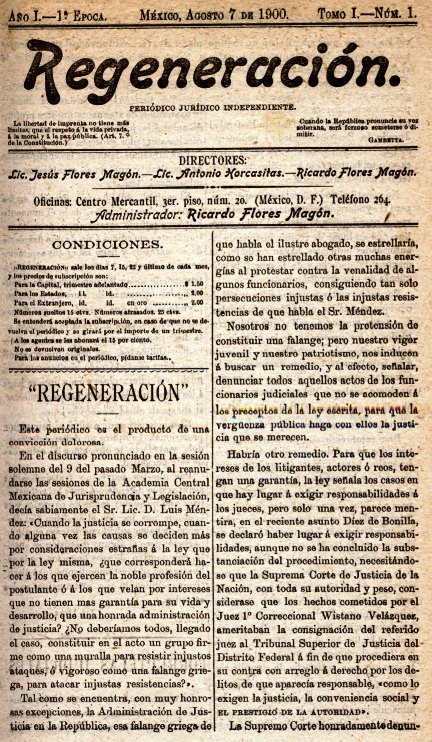
Primeiro exemplar do Regeneración, 7 de Agosto de 1900.

A principal contribuição jornalística de Ricardo Flores Magón se deu através de seus artigos e da publicação do periódico Regeneración que de tempos em tempos sofreria diversas interrupções. Ricardo também teve uma atuação memorável como porta-voz oficial do Partido Liberal Mexicano na oposição a Diaz e na promoção e divulgação dos ocorridos revolucionários.[carece de fontes?]
Em El hijo de El Ahuizote, Ricardo contribuiu juntamente com seu irmão Enrique e o escritor Guadalupe Posada para publicações de cunho satírico até que o jornal fosse fechado por Porfírio Díaz que também decretaria que nenhum jornal escrito pelos irmãos Flores Magón poderia circular pelo México, sob pena de severas punições para os tipógrafos que os imprimisse. Nesse mesmo período os  irmãos Flores Magón publicam artigos de conteúdo mais austero no jornal Excélsior.
| Publicação             | Lugar                                                                    | Data                                              |
| El Demócrata           | México, D.F.                                                             | 1893                                              |
| Excelsior              | México, D.F.                                                             | 1903 - ?                                          |
| Diário del Hogar       | México, D.F.                                                             | 1890 - 1913                                       |
| El hijo de El Ahuizote | México, D.F.                                                             | 1890 - 1903                                       |
| Regeneración           | México, D.F., San Antonio, Texas, Saint Louis, Missouri, Los Angeles, CA | (1900 - 1901), (1904), (1905 -1906), (1910 -1918) |
| La Protesta            | Buenos Aires, Argentina                                                  | 1906 - 1918                                       |
| Revolución             | Los Angeles, CA                                                          | 1907 - 1908                                       |
| Tierra y Libertad      | Los Angeles, CA                                                          | 1908                                              |

### Herança política

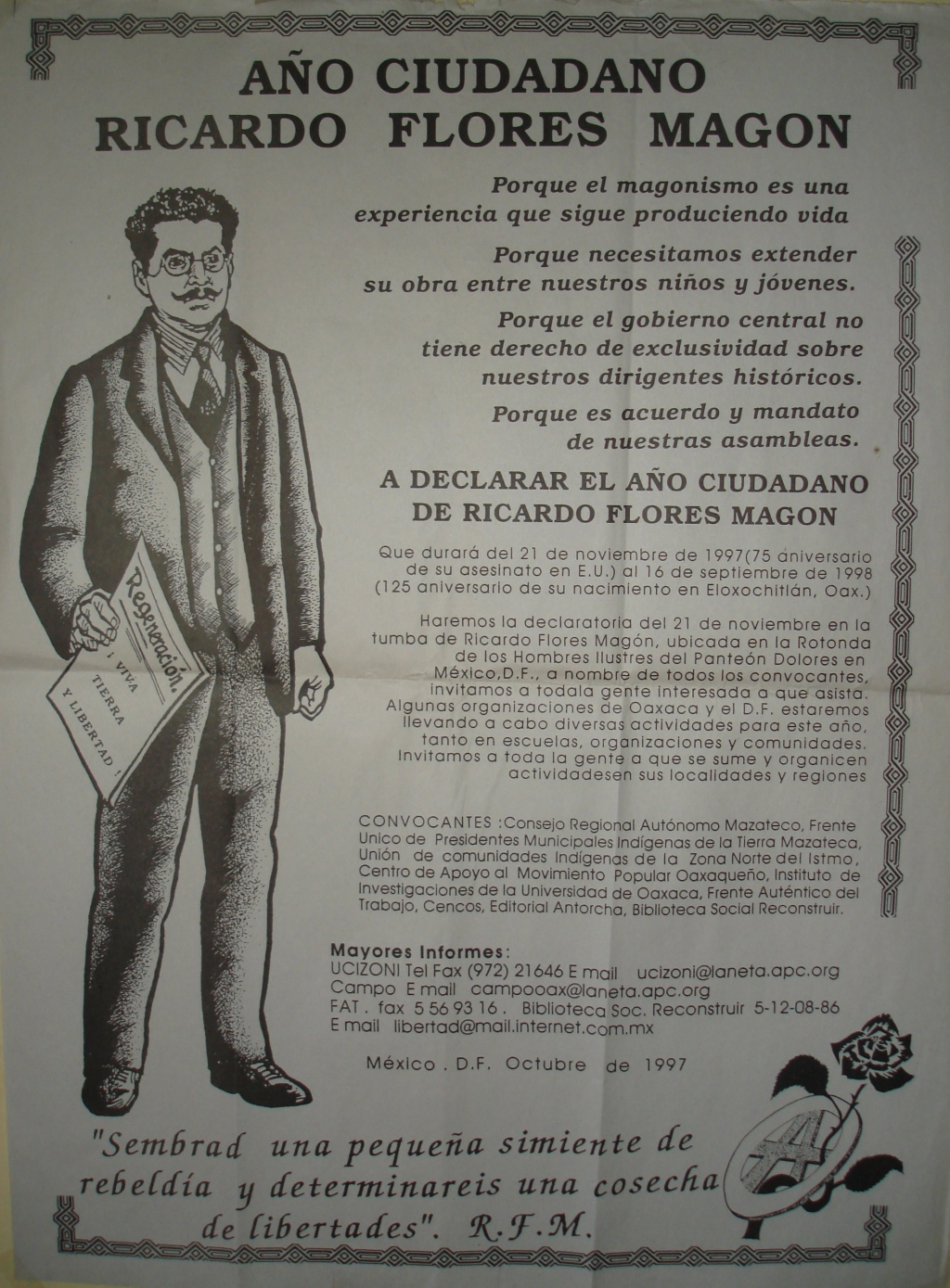
Cartaz do ano cidadão "Ricardo Flores Magón", 1997.

Após a revolução mexicana e a morte de Ricardo Flores Magón em 1922 teve início uma retomada do suas reflexões e obra por um número considerável de libertários, principalmente entre sindicalistas no México e nos Estados Unidos. Suas reflexões acabaram conhecidas pelo termo Magonismo. Este atualmente é considerado uma das vertentes anarquistas entre elas, aquela cujas questões referentes aos povos indígenas e a autonomia comunal e revolucionária são o foco central para a transformação social.[carece de fontes?]
No México pós-revolucionário a figura dos Flores Magón foi rememorada por diversos governos que consideram-no um precursor da Revolução. Tanto a insurreição de 1910 como os direitos sociais consagrados na Constituição de 1917 se deveram em grande medida aos magonistas, que desde 1906 pegaram em armas e redigiram o programa econômico e social do Partido Liberal Mexicano.[carece de fontes?]
Ainda que as demandas que deram origem a Revolução tivessem respostas na Constituição e nos discursos dos governos revolucionários, não houve mudanças significativas nas condições de vida de camponeses e indígenas, as populações mais desprotegidas. Além disso os magonistas consideravam que não lutavam para mudar os administradores do Estado, mas sim para aboli-los. Por esta razão o magonismo sobreviveu através da difusão de propaganda anarquista. Librado Rivera foi perseguido e encarcerado pelo governo de Plutarco Elías Calles. Enrique Flores Magón, que considerava que a revolução social mexicana não havia terminado ainda pode viver em segurança até a presidência de Lázaro Cárdenas..

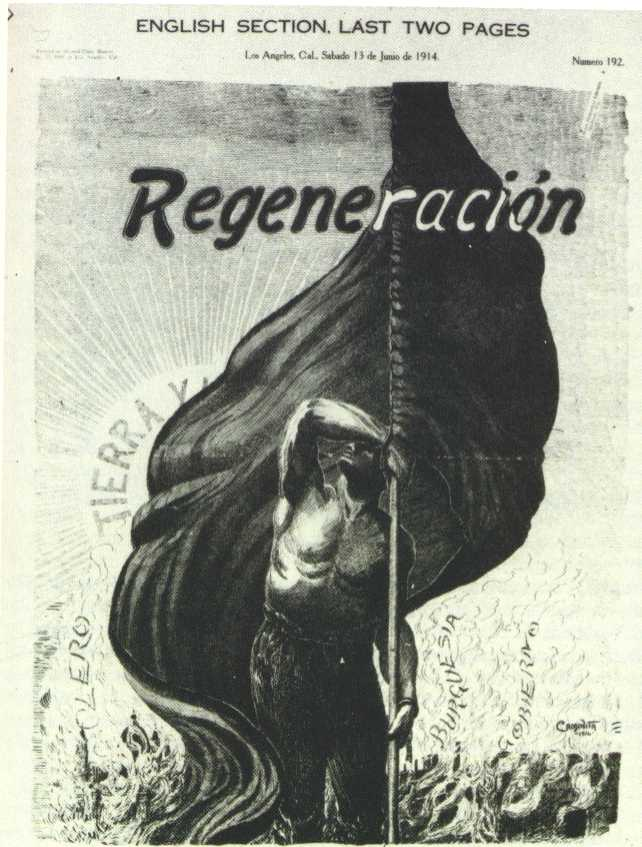
Exemplar de Regeneración publicado em 1914.

A Federação Anarquista Mexicana, fundada em 1941 e ativa por cerca de 40 anos editou o periódico Regeneración e difundiu o pensamento magonista. Na década de 1980 o magonismo também foi assumido como herança entre diversos coletivos de jovens anarcopunks que buscaram aliar seu pensamento a outras tendências presentes no anarquismo.[carece de fontes?]
No fim do século XX em 1994, quando o Exército Zapatista de Libertação Nacional, em Chiapas se insurgiu pegando em armas, reivindicou para si a herança libertária dos Flores Magón. Em 1997 organizações indígenas e sociais, coletivos libertários e ajuntamentos municipais do estado de Oaxaca declararam o "Ano cidadão Ricardo Flores Magón" de 21 de novembro à 16 de setembro de 1998, na convocatória constava:
"o magonismo é uma experiência que segue produzindo vida; cuja obra deve ser estendida entre as crianças e jovens; e cuja memória de seus dirigentes históricos o governo central não tem o direito de exclusividade; sendo válido aquilo que foi acordado e ratificado em nossas assembléias
.Em agosto de 2000, impulsionadas por organizações indígenas do Estado de Oaxaca e grupos libertários da Cidade do México, foram celebradas as Jornadas Magonistas pelos 100 anos da fundação do periódico Regeneración. Na rebelião popular de Oaxaca em 2006 participaram organizações e coletivos de jovens influenciados pelos ideais magonistas.

### Criação bibliográfica

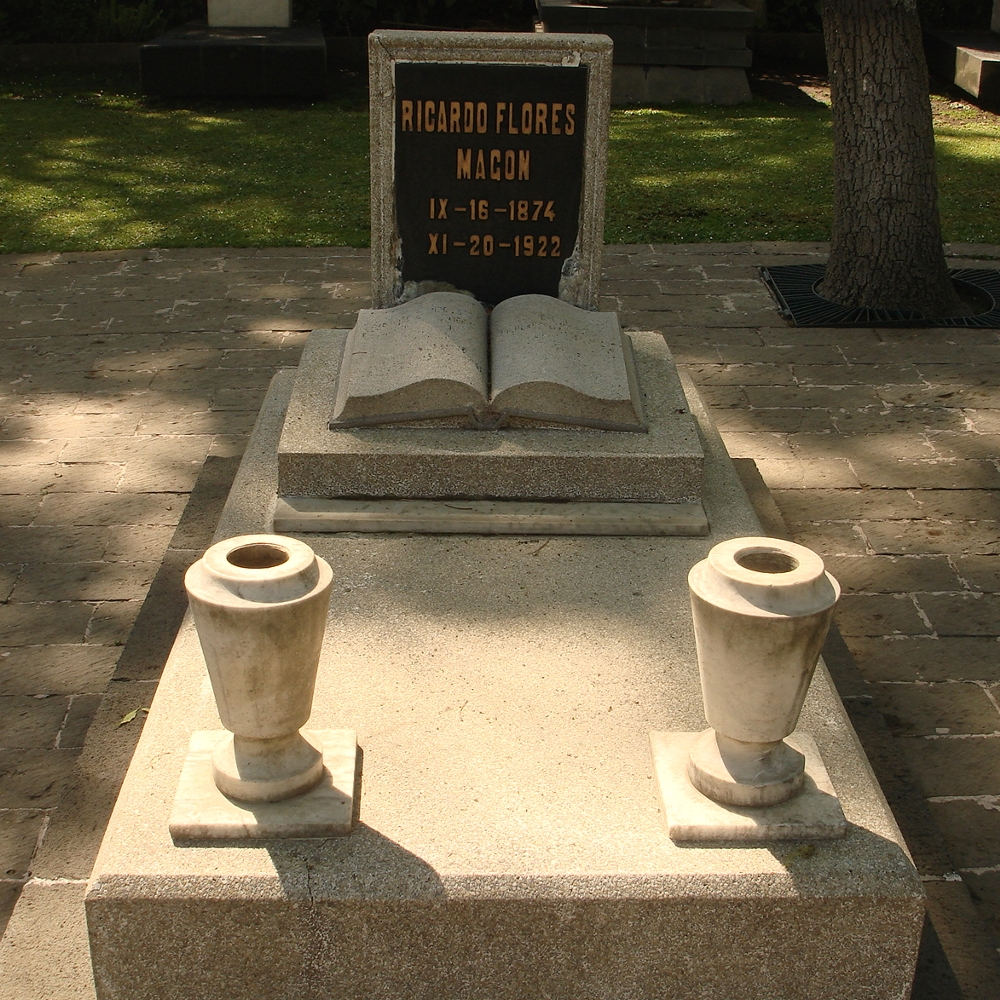
Tumba de Ricardo Flores Magón na rotunda dos homens ilustres no panteão civil de Dolores.

- Flores Magón, Ricardo.  1970.  Antologia.  Ed. Gonzalo A. Beltran.  México, D. F.: Universidad Nacional Autônoma.
- Flores Magon, Ricardo.  1924.  Abriendo surco. Mexico, D. F.: Grupo Cultural "Ricardo Flores Magon".
- Flores Magon, Ricardo.  1925.  Epistolario revolucionario e intimo.  3 vols.    Mexico, D. F.: Grupo Cultural "Ricardo Flores Magon".
- Flores Magon, Ricardo.  1970.  La Revolucion Mexicana.  Ed. Adolfo S. Robelledo.  Mexico, D. F.: Editorial Grijalbo.
- Flores Magon, Ricardo.  1923.  Sembrando ideas. Mexico, D. F.: Grupo Cultural "Ricardo Flores Magon".
- Flores Magon, Ricardo.  1923.  Semilla libertaria.  2 vols.    Mexico, D. F.: Grupo Cultural "Ricardo Flores Magon".
- Flores Magon, Ricardo.  1924.  Tierra y Libertad, drama revolucionario en cuarto actos.  Mexico, D. F.: Grupo Cultural "Ricardo Flores Magon".
- Flores Magon, Ricardo.  1925.  Tribuna roja.    Mexico, D. F.: Grupo Cultural "Ricardo Flores Magon".
- Flores Magon, Ricardo.  1924.  Verdugos y victemas, drama revolucionario en cuarto actos.  Mexico, D. F.: Grupo Cultural "Ricardo Flores Magon".
- Flores Magon, Ricardo.  1924.  Vida nueva.  Mexico, D. F.: Grupo Cultural "Ricardo Flores Magon".
- Flores Magon, Ricardo and Jesús Flores Magon.  1948. Batalla a la dictura: Textos políticos.  Mexico D. F.: Empresas Editoriales.

### Compilações de artigos
- Bartra, Armando, ed. and comp.  1977.  Regeneracion, 1900-1918: La Corriente Mas Radical de la Revolucion Mexicana de 1910 a Traves de su Periodico de Combate.  Mexico D. F.: Ediciones Era.
- Poole, David,  ed. and comp.  1977.  Land and Liberty: Anarchist Influences in the Mexican Revolution - Ricardo Flores Magon.   Orkney, U. K.: Cienfuegos Press.

### Nas artes plásticas
- No mural Sueño de una tarde dominical en la Alameda Central (1947) por Diego Rivera, Ricardo Flores Magón aparece retratado por detrás José Guadalupe Posada, e La Catrina.[25]
- No mural Del porfirismo a la Revolución (1957-1966) de David Alfaro Siqueiros parte do acervo do Museu Nacional de História na Cidade de México, Ricardo Flores Magón aparece marchando junto com Mikail Bakunin e Pierre-Joseph Proudhon.[26]
- Na gravura em homenagem a José Guadalupe Posada de Leopoldo Mendez, Flores Magón é mostrado no ateliê de José Guadalupe Posada enquanto o gravurista observa pela janela como a polícia a cavalo dissolve uma manifestação em uma rua lateral do Palácio Nacional em 1902, época em que Flores Magón editava El hijo de El Ahuizote, jornal no qual Posada publicou caricaturas satíricas.[27]
- Na gravura de Carlos Cortez do Movimento Artístico Chicano (1978) Flores Magón aparece preso em uma cela enquanto ergue um papel no qual faz está impresso uma parte da carta dirigida a artista Elena White em 1920 na qual apresenta sua reflexão em desacordo com a noção da "arte pela arte".[28]
- No Mural de Tanirpela (1998) pintado por indígenas tzeltales para celebrar a inauguração do Município Autônomo Zapatista "Ricardo Flores Magón" em Chiapas. Magón aparece na parte esquerda detrás das montanhas com um cinto de balas  e labranza, sua mão direita está dentro de um zurrón com os nomes dos jornais para os quais escreveu, de sua mão esquerda caem letras que formam a palavra liberdade como se fossem sementes.[29]

### No Cinema
- O filme Ora sí ¡tenemos que ganar! (1978) do cineasta Raúl Kamffer trata das agitações magonistas em um pueblo de mineiros, Flores Magón aparece preso e é ajudado pelas pessoas do pueblo para que siga escrevendo no periódico Regeneración.[30]
- No roteiro cinematográfico Zapata (1995) de José Revueltas, Emiliano Zapata participa de uma reunião no quintal de uma loja na qual o professor Otilio Montaño lhe apresenta para Ricardo Flores Magón, alguns anos antes que Zapata se levante em armas.[31]
- Em Fevereiro de 2008 foi lançado na Cidade do México o média-metragem Flores Magón dirigido pelos irmãos Fabián e Julián Robles e produzido pela Confederação Revolucionária de Operários e Camponeses do México (CROC). O filme de baixo orçamento apresenta algumas passagens da vida de Ricardo Flores Magón como sua militância pelos ideais anarquistas, a repressão que sofreu bem como uma das versões de sua morte.